# جورج چاکیریس
جورج چاکیریس (انگلیسی: George Chakiris؛ زادهٔ ۱۶ سپتامبر ۱۹۳۴) هنرپیشه اهل ایالات متحده آمریکا است.
از فیلم‌هایی که وی در آن نقش داشته‌است، می‌توان به داستان وست ساید اشاره کرد.
وی همچنین برنده جوایزی همچون جایزه اسکار بهترین بازیگر نقش مکمل مرد شده‌است.